# 择捉岛
择捉岛（日语：／ Etorofutō ?）或伊图鲁普岛（羅馬化：Iturup），是俄日爭議領土南千島群島（北方四島）中的一個島嶼。現為俄罗斯實際控制，屬远东联邦管区萨哈林州管辖；日本則認為應屬於北海道根室振興局管轄。日本宣稱對包括該島在內的南千島群島擁有主權，要求俄羅斯將南千島群島歸還給日本。目前俄罗斯在该岛上驻有常备部队第18机枪炮兵师，並部署 S-300 V4 飛彈防禦系統。

## 名称
日語和俄語名皆音譯自阿伊努語「エトゥ・オロ・オ・ㇷ゚」，意思是岬所在的地方或水母。

## 历史
阿伊努人是当地的原住民。
1635年，奉松前藩命，藩士绘制包含国后岛和择捉岛在内的虾夷地地图。1643年，馬丁·黑利德松·弗里斯以荷兰的非官方名字命名了岛为“スターテンライト”，他错误地认为择捉岛是北海道的最北端海角，而得抚岛是美洲大陆的一部分。1644年，在《正保国绘图》中以“エトロホ”的名字记载了择捉岛，它是千岛群岛中第一个被载入日本地图的岛。1661年，《勢州船北海漂着記》记载伊勢国松坂的七郎兵衛遭遇船难，漂流到了择捉岛。在1712年的《惠渡路部漂流記》中描述说，一艘来自萨摩国大隅的船被冲上岛上。同年，瓦西里·米哈伊洛维奇·科列索夫令伊万·彼得罗维奇·科兹列夫斯基为千岛群岛绘地图。1715年，松前藩主向幕府報告说北海道本島、樺太岛、千島列島和堪察加是自己的领土。1726年，科兹列夫斯基向维图斯·白令报告他在近海岛屿看见其他人访问了当地土人，当地人不受公民身份限制。1731年，当地土人向松前藩上贡贡品，俄国也开始征收牙萨克。1739年，马丁·斯庞贝里率大北极探险队探险，测出北海道是岛，命名为“香橼岛”，还访问了国后岛和择捉岛。1754年，松前藩的家臣把南千岛群岛纳入知行地国后场所。1766年，伊万·切尔尼向当地土人征收牙萨克，并为千岛群岛编号，择捉岛是第19号。1768年7月22日，切尔尼登陆这里，并在一周内设法说服岛上的部分阿伊努人以及岛上的两名国后岛居民获得公民身份，他残酷地对待被征服的民众，不考虑当地居民。使阿伊努人厌恶俄国人。1771-1772年当地人袭击了俄国探险家，导致俄罗斯失去了在南千岛群岛的大部分阵地，使俄国在当地影响力降低。1778年，И·安季品（Антипин）和Д·沙巴林（Шабалин）访问了得抚岛，分队访问了择捉岛。1786年，最上德内登岛，发现俄罗斯人由于自身纷争遗留了3人，有的阿伊努人开始信仰东正教，在留的俄人1791年归国。1798年，近藤重藏征得阿伊努乙名エカシ同意后在岛上树起大日本惠登呂府木柱。翌年建立了直辖领地，运营了到高田屋嘉兵衛的领地。

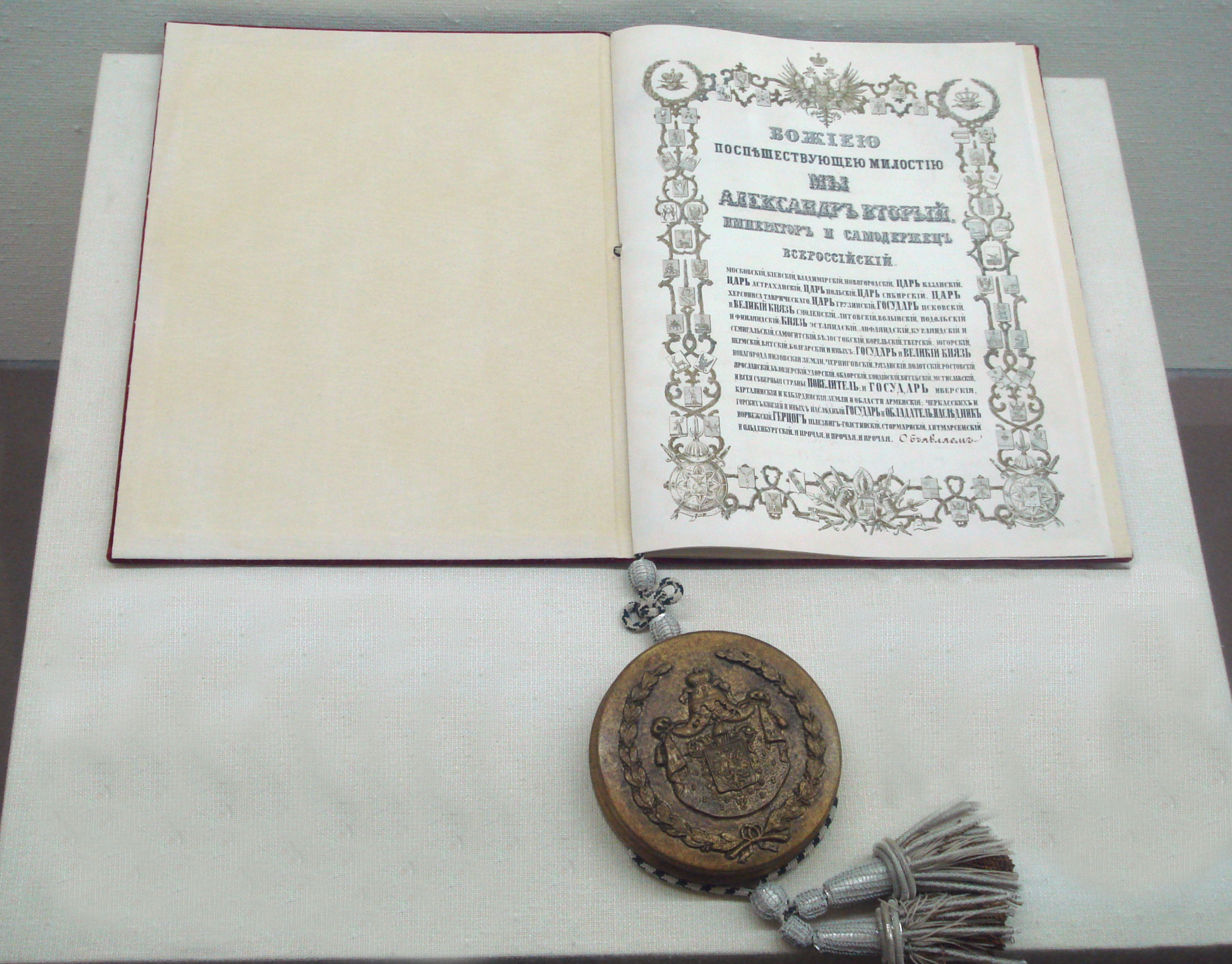
1875年圣彼得堡条约

1800年，国后场所析置择捉场所，从振別郡开设エトロフ会所，高田屋建造了警卫室，开辟了10个渔场，并开始全年捕鱼，奠定了每个村庄的基础。1807年，尼古拉·亚历山德罗维奇·赫沃斯托夫在文化露寇中率俄美公司团队袭击了当地村庄。紗那由弘前藩和盛冈藩守卫，被火力压制，撤退到腹地。赴任的间宫林藏也参加了战争，坚持彻底抵抗。日本方面动员了一些阿伊努人的同时，也有阿伊努人袭击了日本方面。之后，盛冈藩和其他东北藩继续守卫该地区。1811年，发生了俄军袭击了日军的事件，有俄国士兵被俘。1816年，乘有日本漂流民的彼得号抵达择捉岛。1821年，包含择捉岛在内的南千岛群岛被返还给松前藩。
1855年，日露和亲条约缔结，开始使阿伊努人成为日本公民，俄国承认择捉岛是日本领土。1859年，成为仙台藩的领地。1869年，虾夷地更名北海道，设置开拓使。北海道11国成立后，千岛群岛的5个郡成立。择捉島也属千島国，包含择捉郡、振别郡、紗那郡和蘂取郡。被仙台藩、彦根藩、佐賀藩和土佐藩分领支配。1871年废藩置县，废除分领支配，全域属开拓使管辖。依據1875年簽訂的日俄樺太千島交換條約，庫頁島屬俄國，千島群島屬日本。1897年，设立电缆通向北海道。1923年，实行北海道二级町村制。設置择捉郡留別村、紗那郡紗那村和蘂取郡蘂取村3郡3村。警察局、小学和邮局设立在纱那村。渔业成为主要产业，定居者增加。1930年，最上德内设立的木柱已经腐朽，改为在蘂取村的カモイワッカ岬设立大日本惠登呂府昭和記念碑花冈岩碑。当年，在千岛群岛所有人口中，有37%居住在择捉岛。

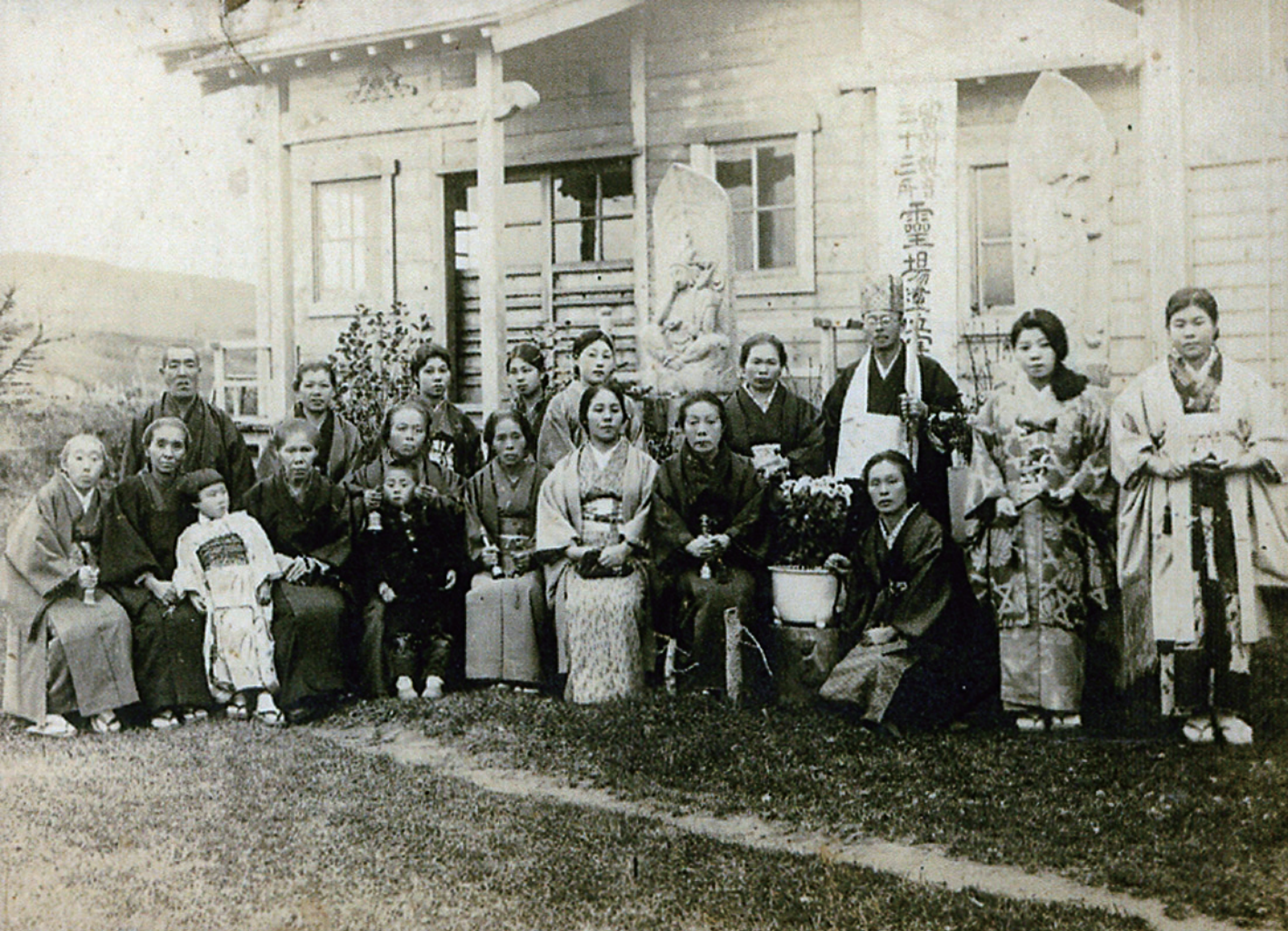
寺庙 1939年
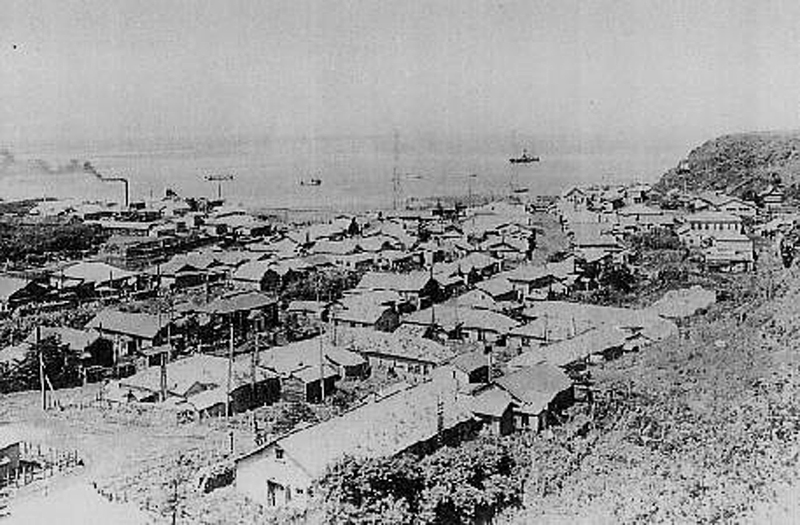
昭和初年的纱那村
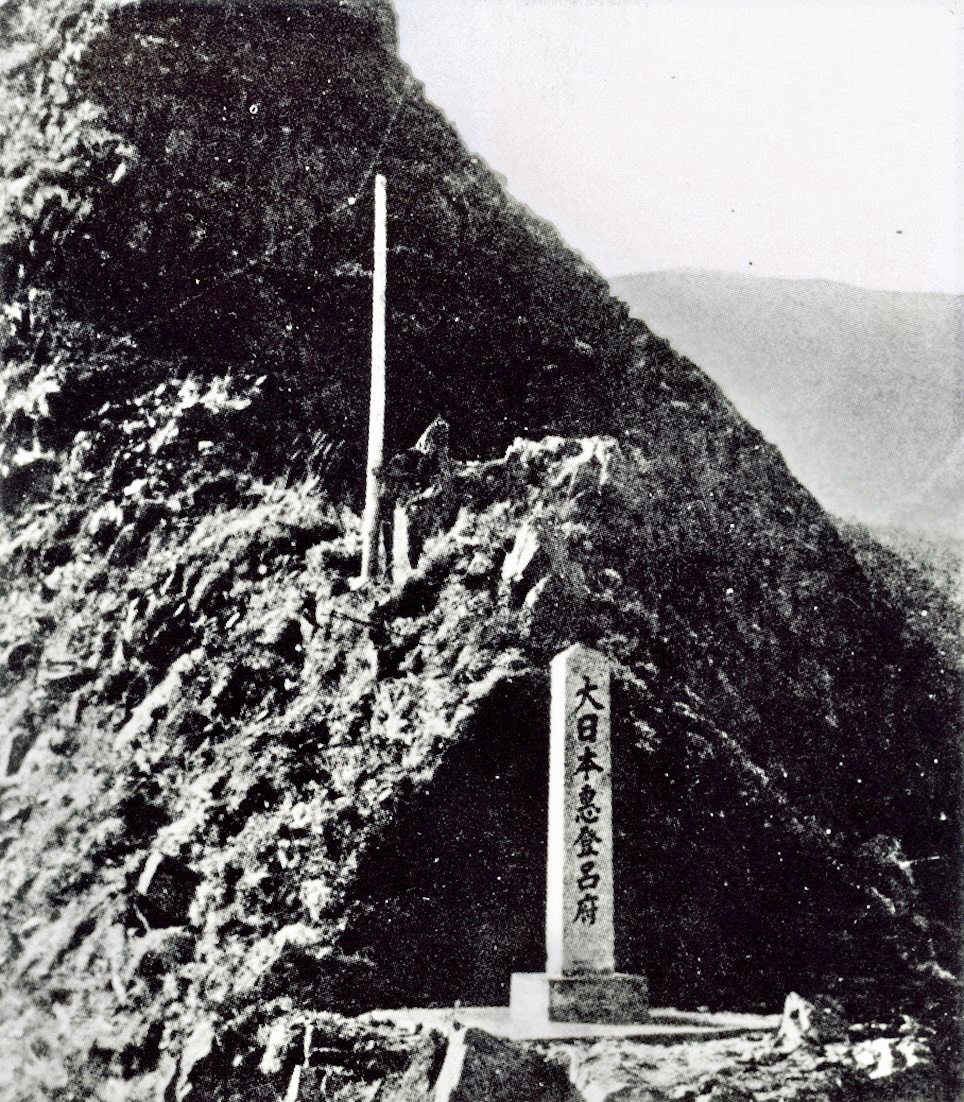
重新安装的碑
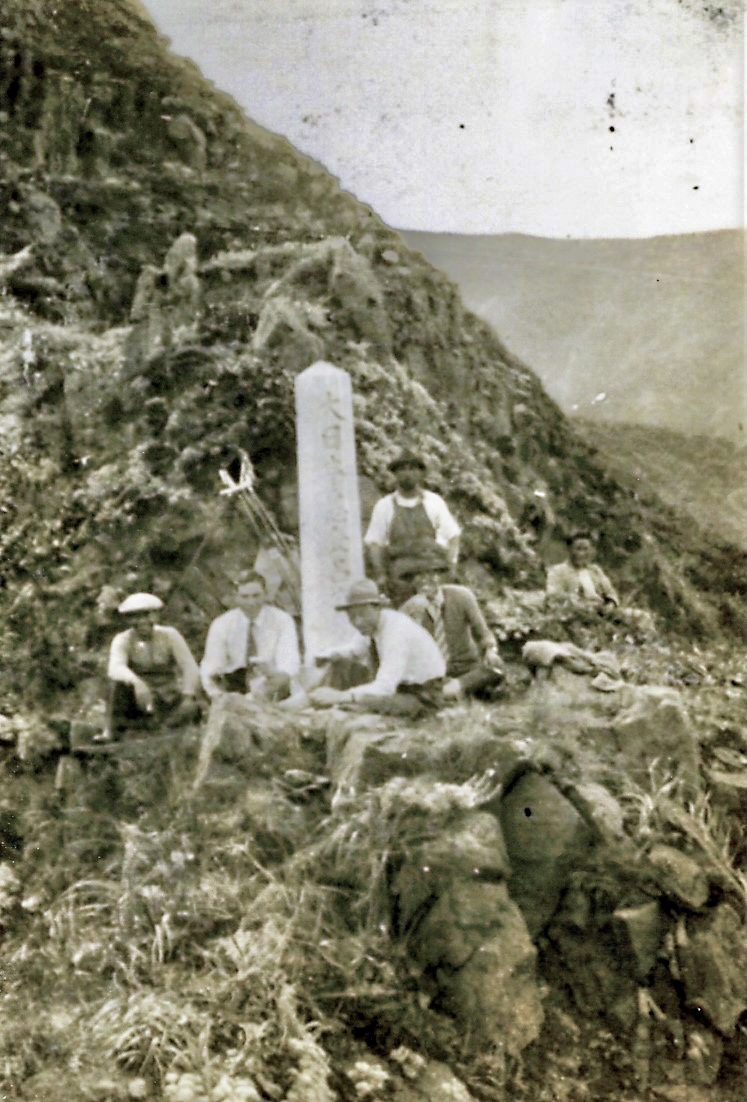
与碑合影

由於擁有天然深水港，大型艦隊可以隱伏於此，加上千島群島與庫頁島，掌握了太平洋通往堪察加半島的海線交通，屏障俄國濱海邊疆區的軍事設施，因此該島戰略地位和經濟發展價值十分重要。1941年11月20日，海军突然禁止所有船只进出该岛，岛上唯一的邮局纱那邮局被迫停止通讯服务。由南云忠一海军中将率领的包括六艘航空母舰在内的三十艘军舰组成的特遣部队，在信息控制下秘密集结在单冠湾，26日出发前往夏威夷袭击珍珠港。与岛外彻底的信息封锁一直持续到12月8日太平洋战争爆发。
终战时，留别村2,258人、紗那村1,001人、蕊取村349人，合計3,608人择捉島在住。1945年8月，第2方面军和第1远东方面军陆续登陆千岛群岛。28日，苏军和平占领择捉岛。1946年，GHQ 暂停日本对千岛群岛管辖，整个千岛群岛被苏联吞并。苏军登陆后，苏军抢劫、杀人、强奸和抢劫猖獗。在1945年9月之后的一段时间内，禁止将日本人遣返大陆，惟许多人前往北海道本岛。后来苏联士兵的抢劫行为被严厉惩罚，包括处决。日本人和俄罗斯人的混居持续了一年多，1946到1948年，在住日本人陆续被驱逐到日本本土。

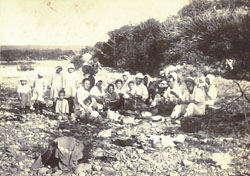
择捉居民 1933年
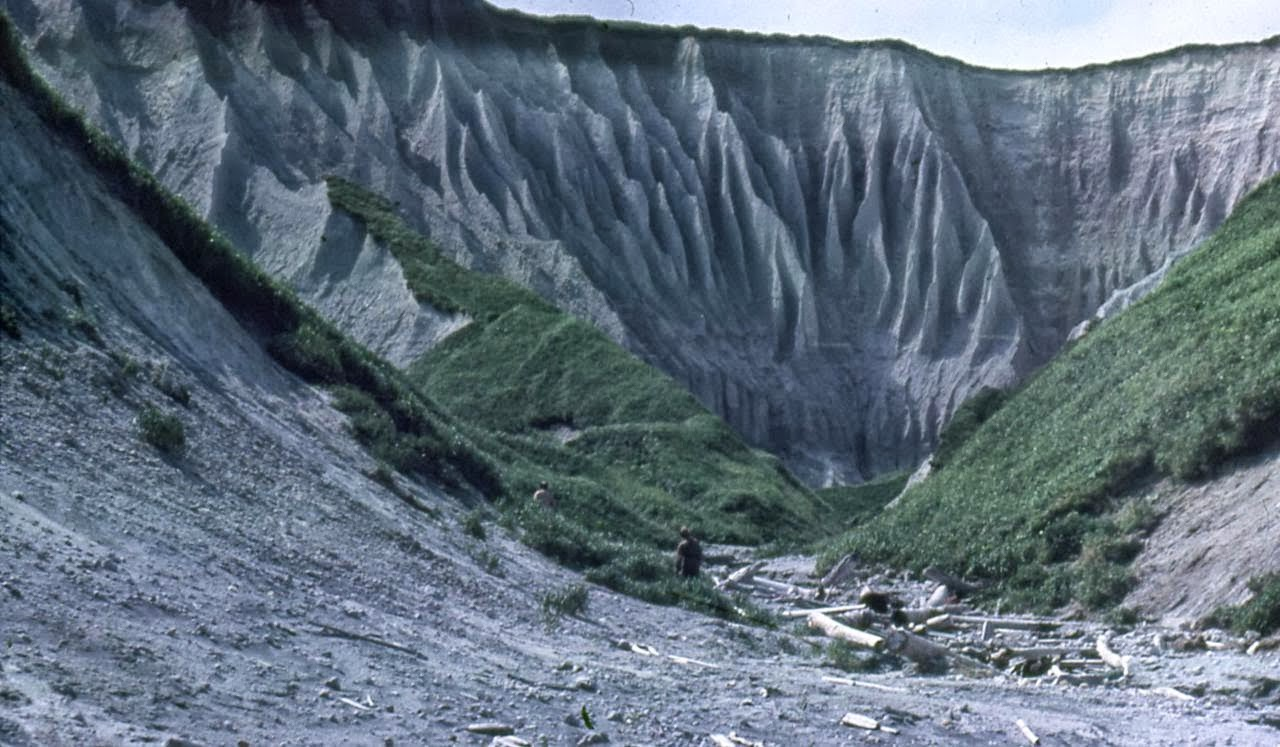
1981年的择捉岛
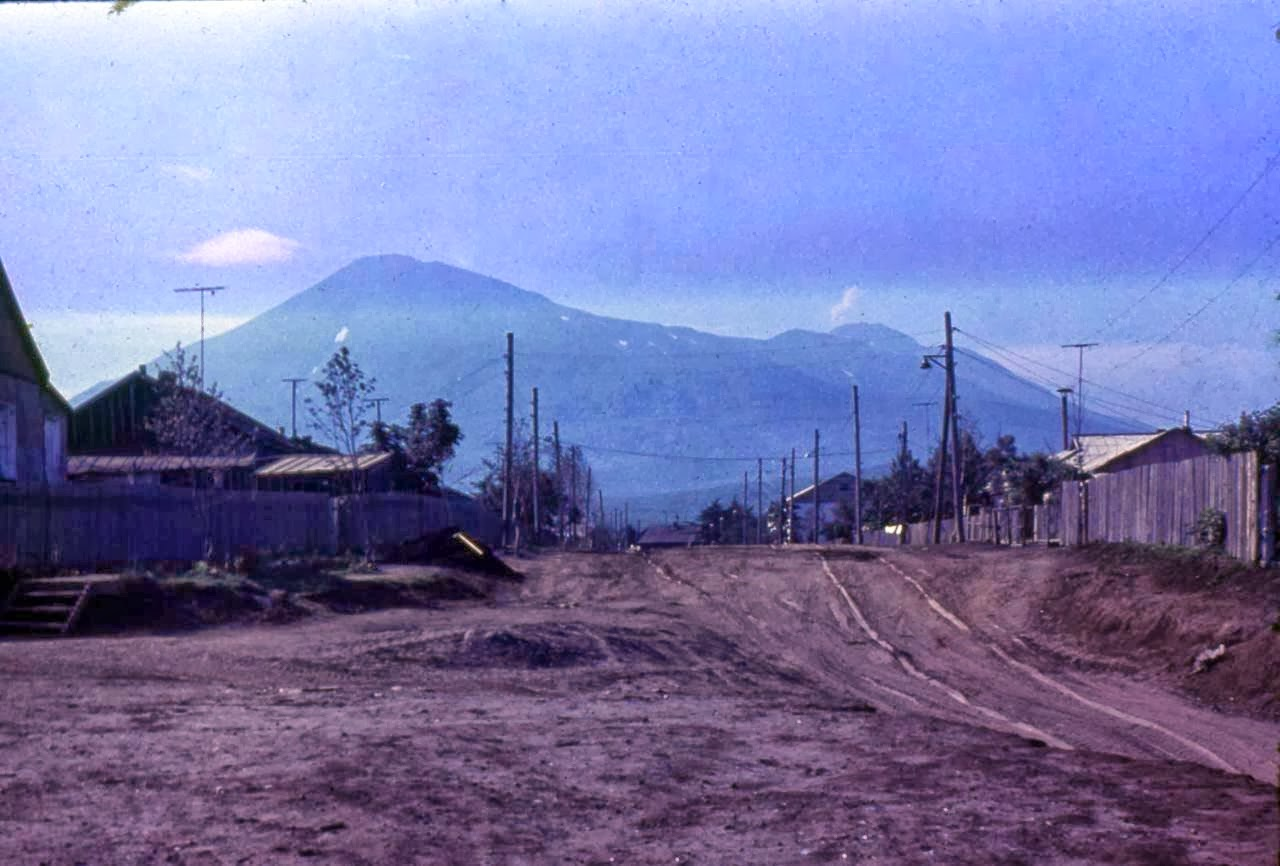
1981年的庫里爾斯克

苏联解体后，俄联邦接管当地。南千岛群岛问题是俄日关系的重要障碍。2008年到2014年间，当地建立了一所机场。还建设了军事机地。2017年12月，日本政府地震調查委員會發布地震預測，預測該區可能會發生8.8規模強震。2022年9月，俄联邦取消了日本公民访问北方四岛简易程序。

## 地理
全岛面積3,182.65平方公里，長214公里、寬7至27公里，為南千島群島中最大島嶼，在南千島群島四島中面積所占比為63.4%，也是全日本除本土的四岛外最大的岛。面积是国后岛的2.1倍，冲绳本岛的2.7倍。西南向与国后岛隔国后水道相望，东北向与得抚岛隔择捉水道。是日本最北端的岛，全岛最北端是カモイワッカ岬，东北端是ラッキベツ岬，西南端是ベルタルベ岬。地質上為千島火山帶之最南端。散布半島突出于北，中部有單冠灣，南部是内保湾。多火山，少平地。火山口形成的得茂别湖位于岛南部。

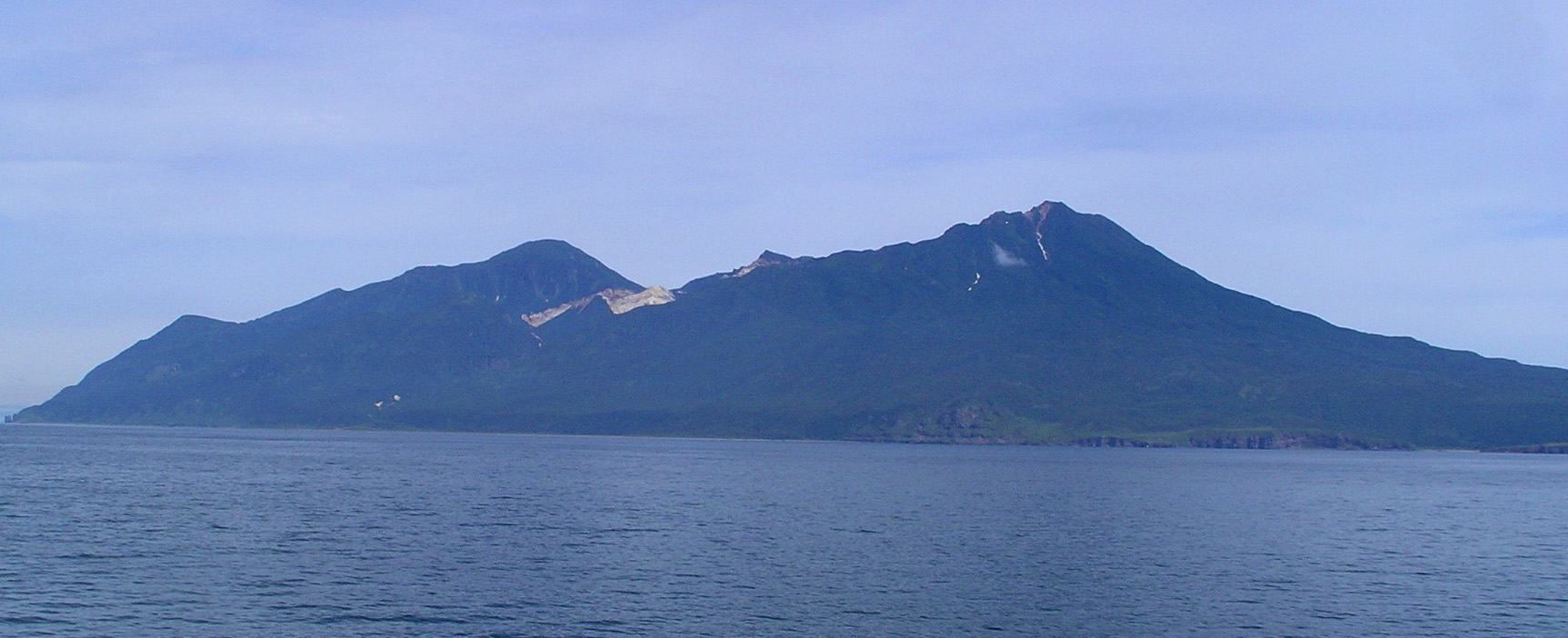
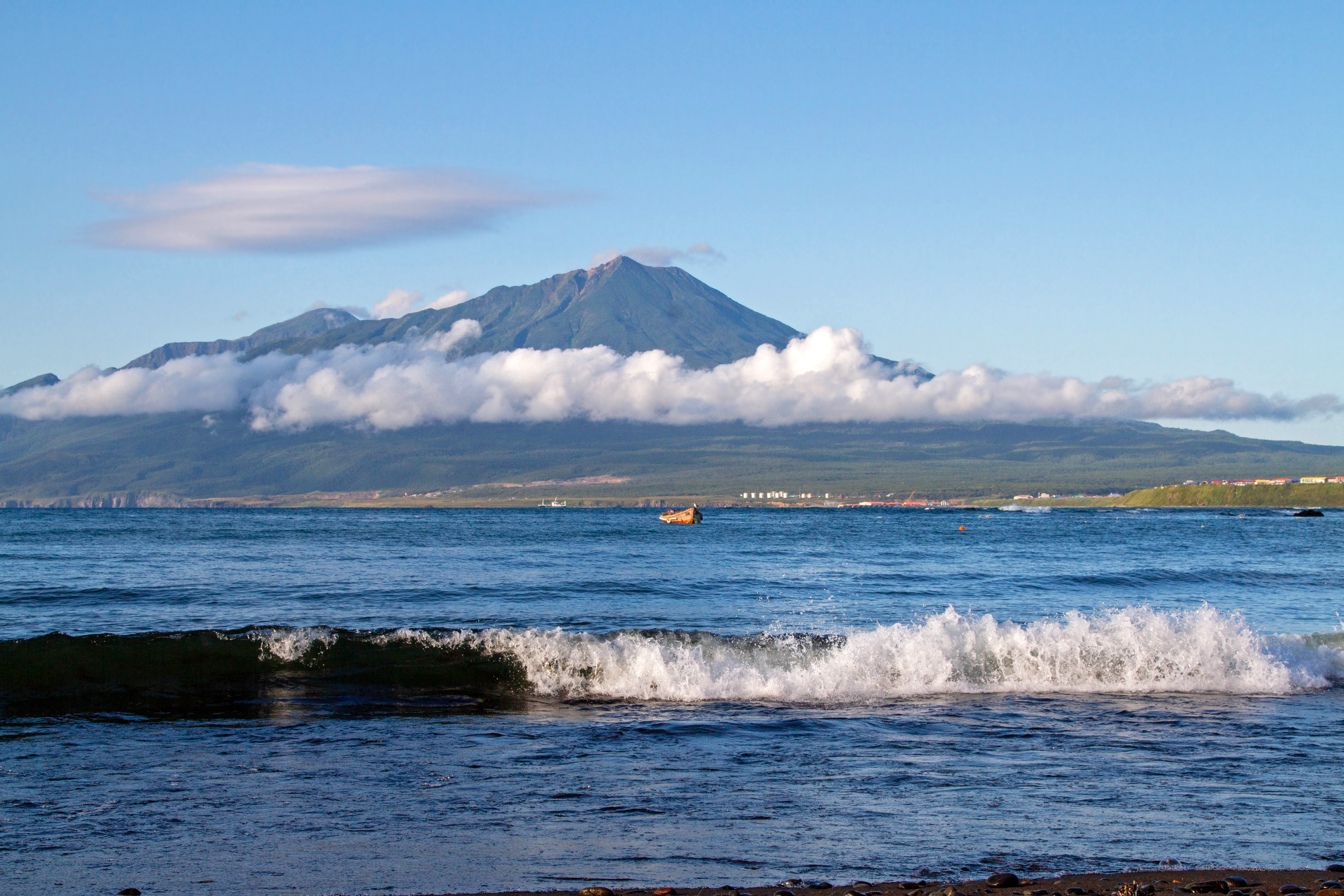
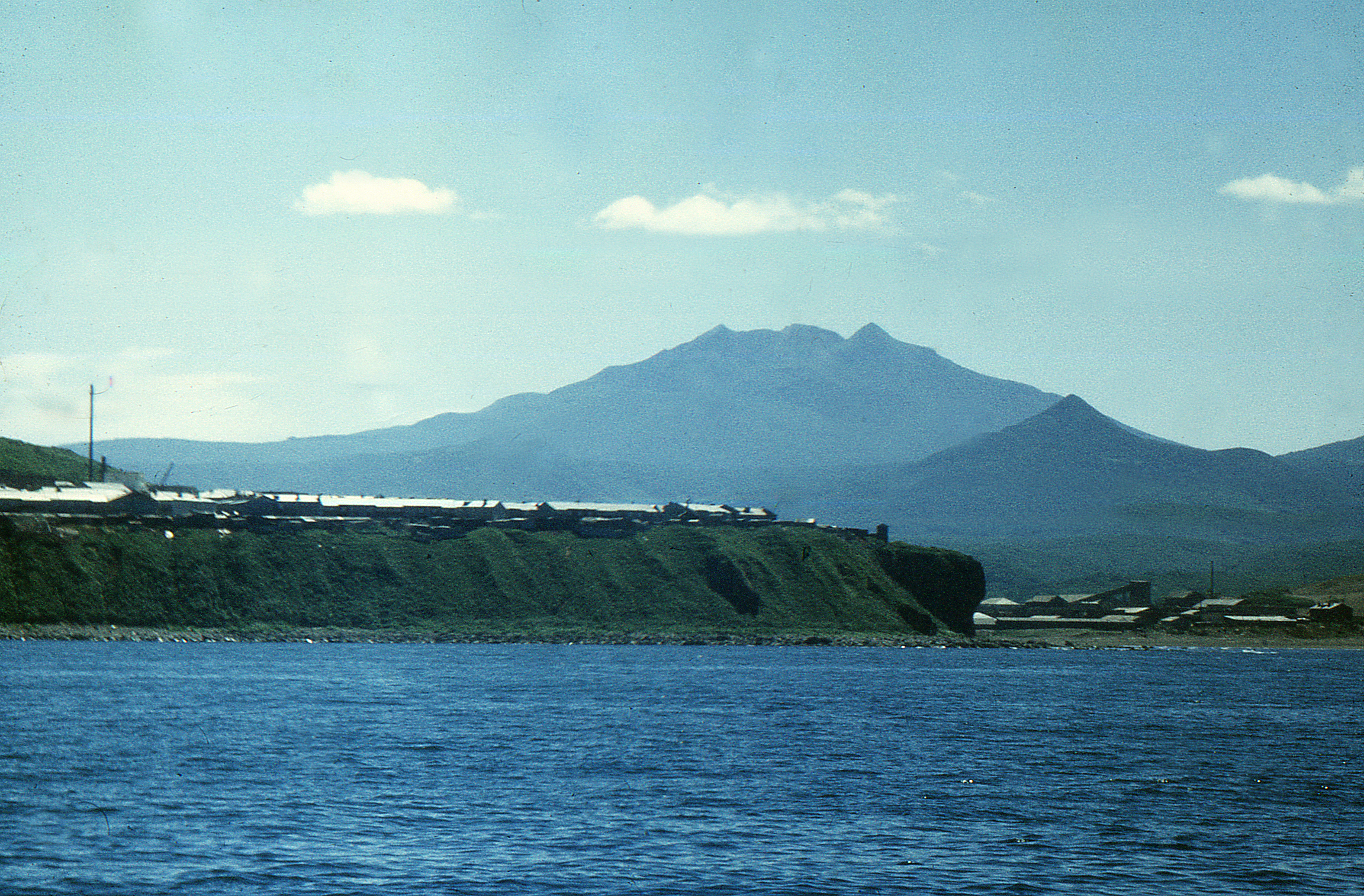

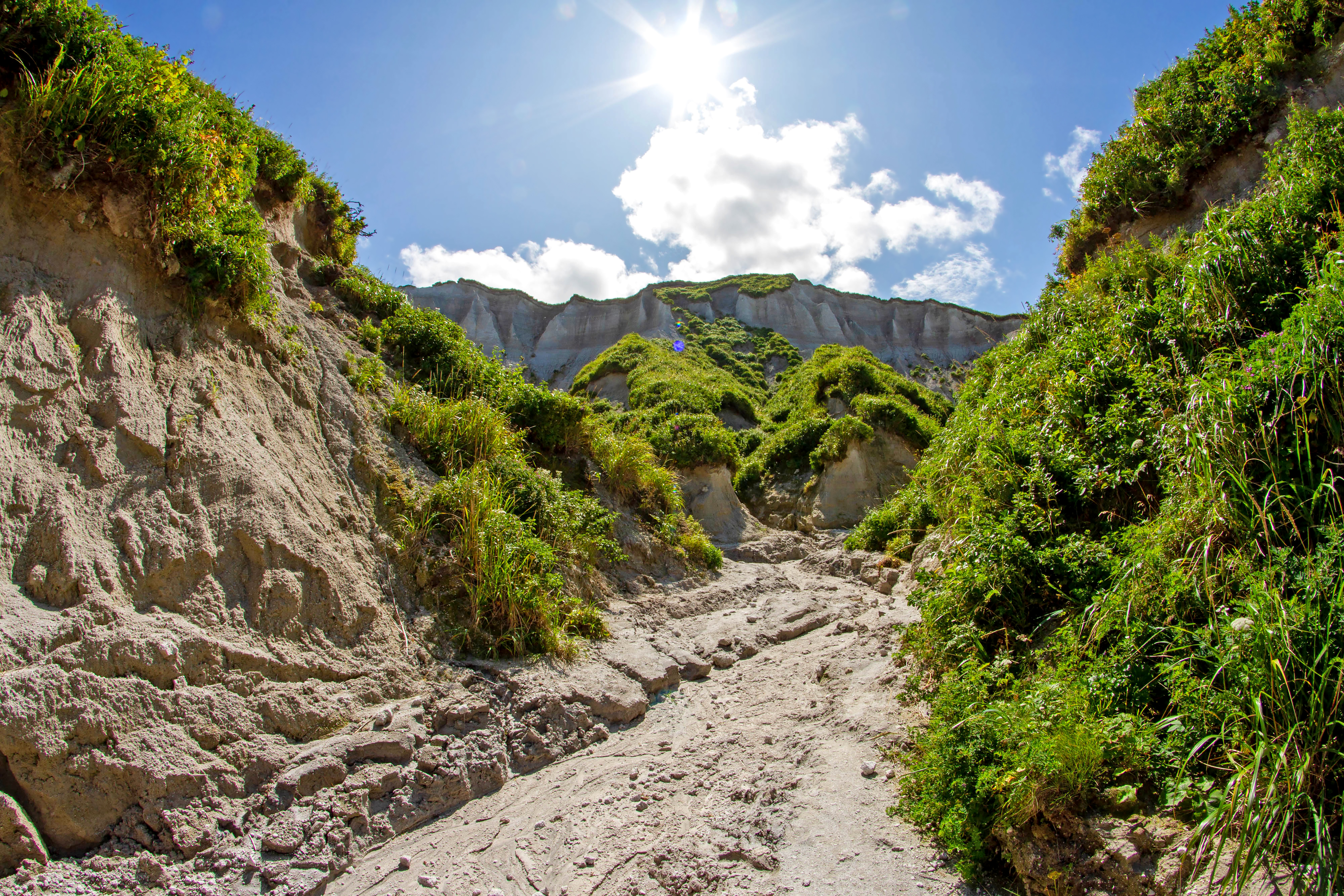
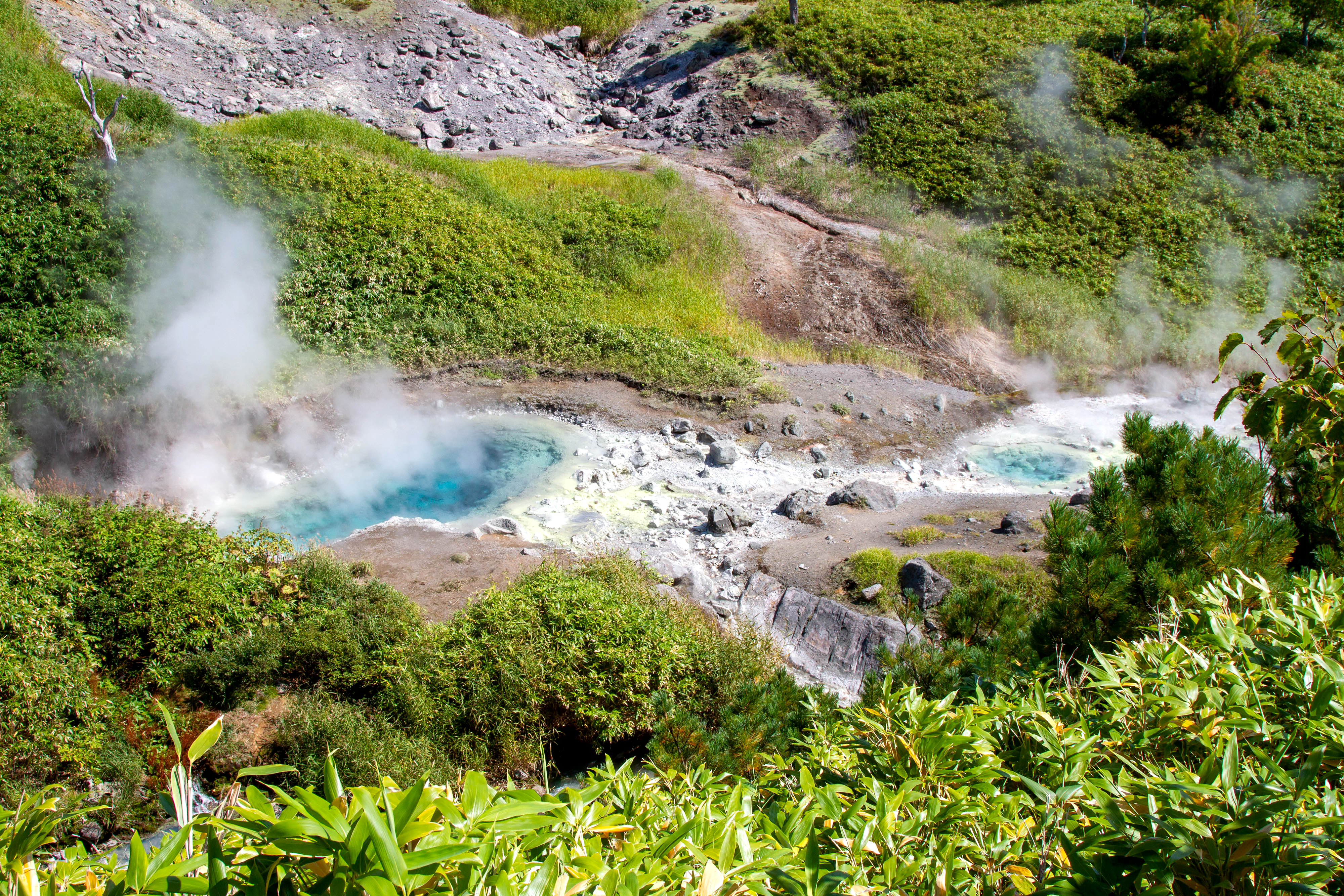
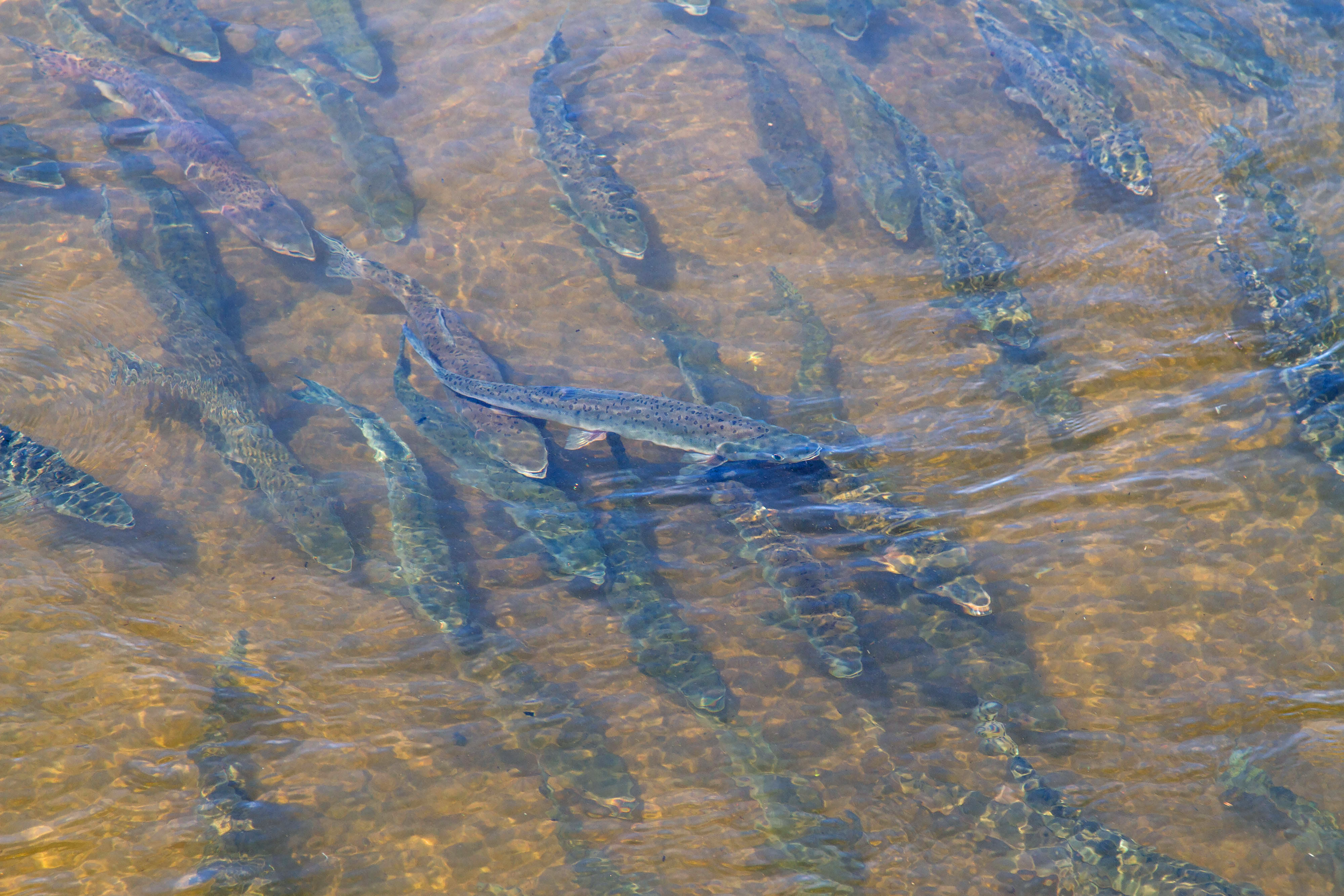

散布山（1,587 m）、神威岳（1,323 m）、茂世路岳（1,124 m）、指臼岳（1,125 m）、小田萌山（1,208 m）、烧山 (择捉岛)（1,158 m）、阿登佐岳（1,209 m）、西单冠山（1,629 m）、恩根登山（1,422 m）和別魯塔魯別火山（1,221 m）8座主要火山散布全岛，一共20座。蘂取沼（2.71 km2）、トウロ沼（1.31 km2）、濑石沼、紗那沼（1.02 km2）、ラウス沼（1.41 km2）、年萌湖（4.25 km2）、キモン沼、ヤンケ沼、レブン沼、キモンマ沼（1.45 km2）、内保沼（2.56 km2）和得茂別湖（5.71 km2）是岛上主要湖泊。岛上有许多瀑布，包括俄罗斯最高的瀑布之一的伊利亚穆罗梅茨瀑布，高141 米，湖泊、温泉和矿泉也常见。西南部萌消湾口有高162.4米的萌消岛。太平洋一侧是孤独岛（о. Одинокий）。

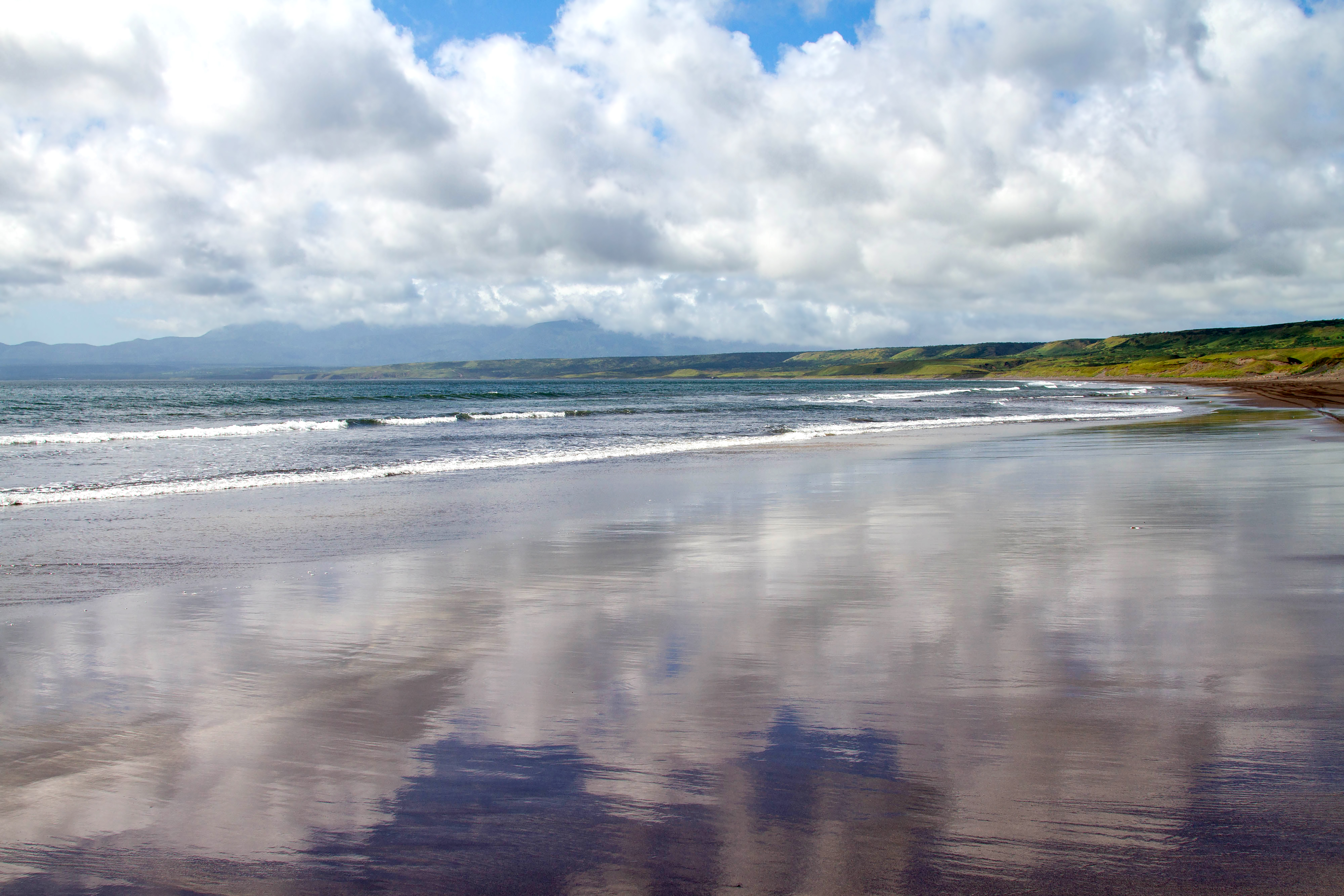
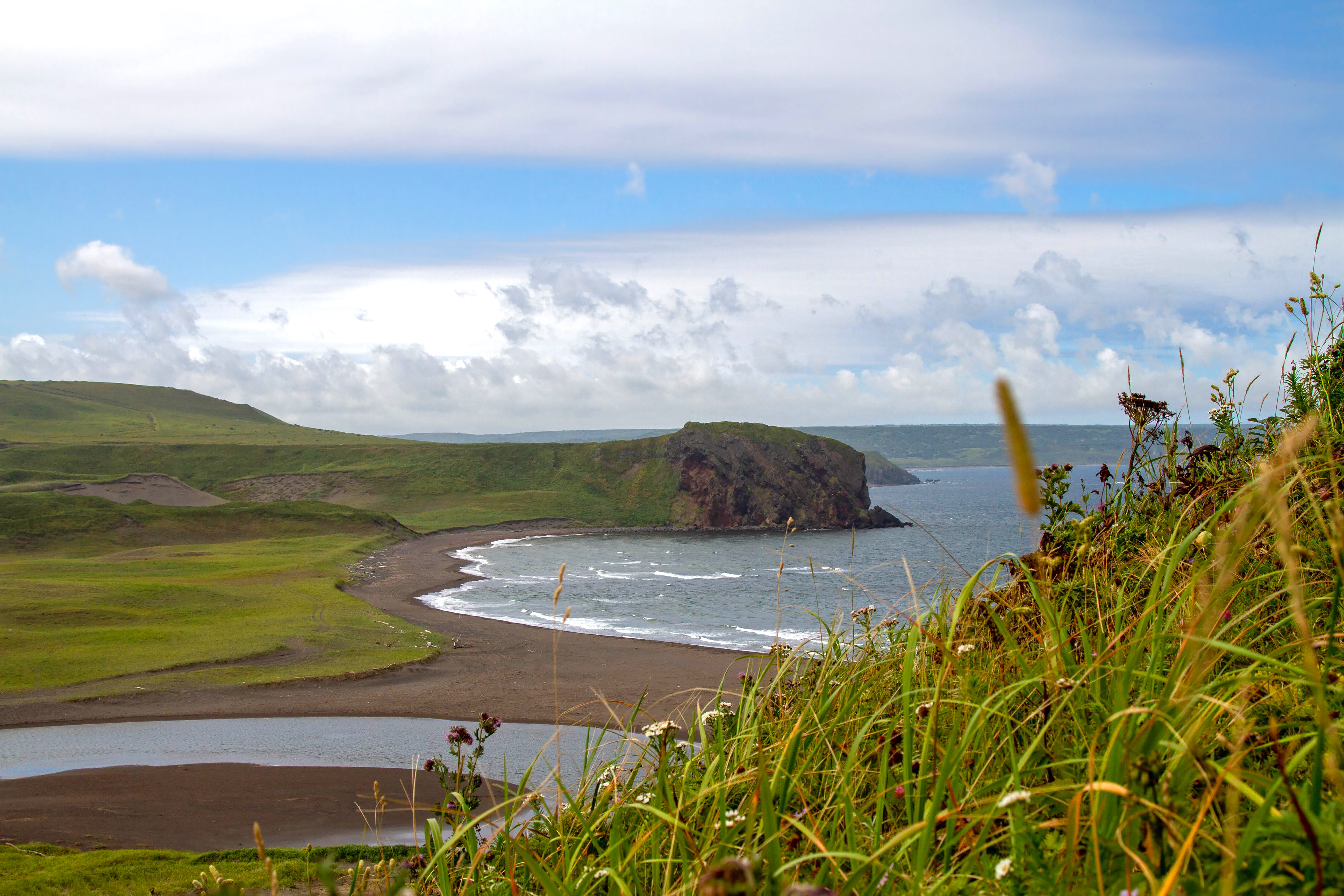
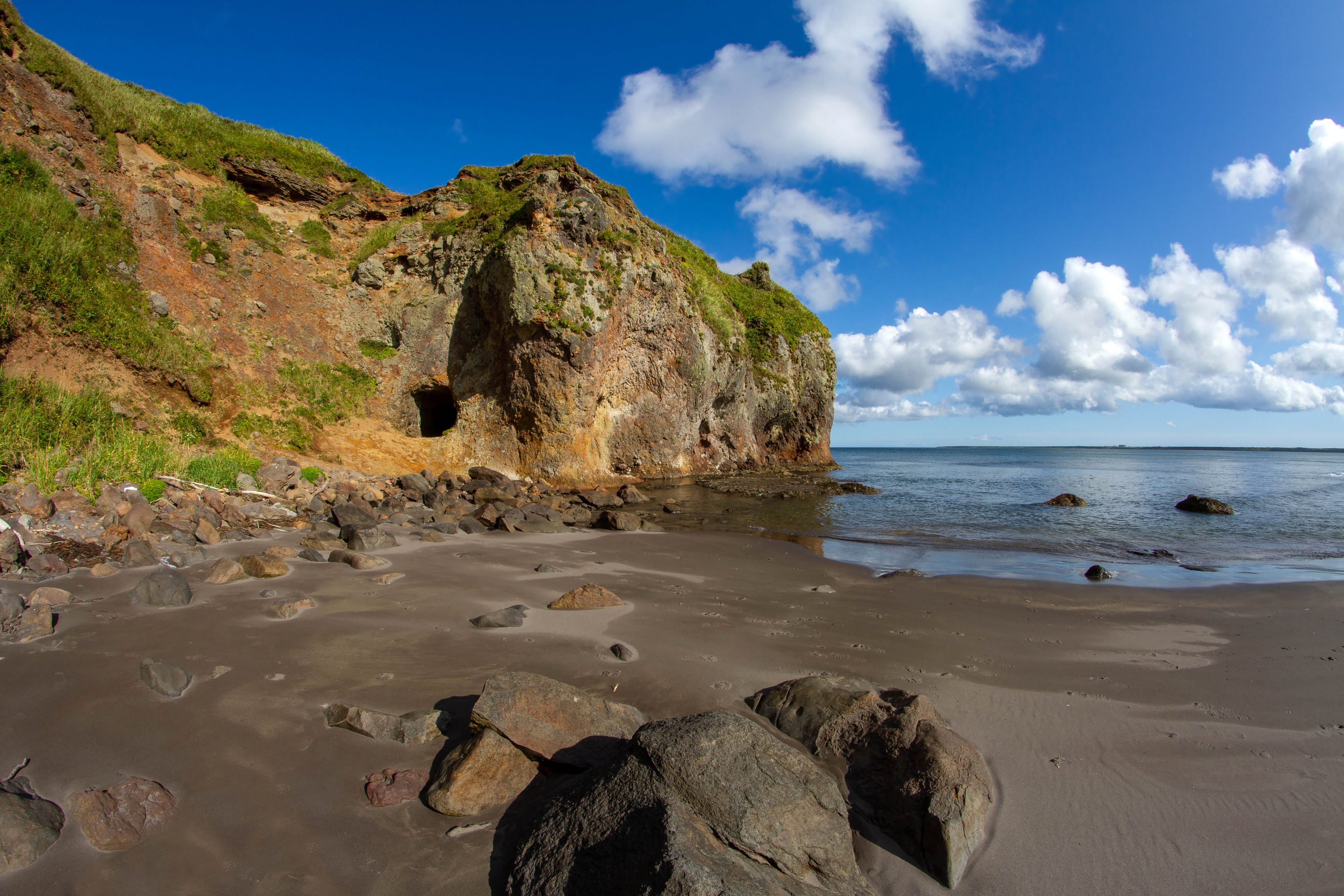

择捉岛受季风与洋流影响显著，属温带海洋性气候，有季风成份，鄂霍次克海和太平洋部分之间小气候显着差异使情况变得复杂。宗谷海流使太平洋一侧较冷，鄂霍茨克海一侧雾气较少。每年晴朗温暖的日子明显高于太平洋一侧。太平洋一侧生物多样性不跟鄂霍茨克海一侧。夏季短暫且涼爽多霧；冬季漫长但比同纬度的大陆温和，平均温度约-4℃。最热月份是8月，平均气温达14℃，高于得抚岛而低于国后岛。年积温1,350℃，国后岛积温1,700℃，色丹岛积温1,650℃，而得抚岛年积温仅700℃。千岛群岛的冬季较大陆上暖，降雪丰沛，有多种大陆地带没有的植物。夏季雪水融化。年均气温4.9℃，平均相对湿度74.7，平均风速6.9m/s。
| 择捉岛气象数据    | 择捉岛气象数据 | 择捉岛气象数据 | 择捉岛气象数据 | 择捉岛气象数据 | 择捉岛气象数据 | 择捉岛气象数据 | 择捉岛气象数据 | 择捉岛气象数据 | 择捉岛气象数据 | 择捉岛气象数据 | 择捉岛气象数据 | 择捉岛气象数据 | 择捉岛气象数据 |
| 月份              | 1月            | 2月            | 3月            | 4月            | 5月            | 6月            | 7月            | 8月            | 9月            | 10月           | 11月           | 12月           | 全年           |
| ----------------- | -------------- | -------------- | -------------- | -------------- | -------------- | -------------- | -------------- | -------------- | -------------- | -------------- | -------------- | -------------- | -------------- |
| 日均气温 °F（°C） | 28 (−2)        | 25.3 (−3.7)    | 27.9 (−2.3)    | 34.5 (1.4)     | 39.6 (4.2)     | 45.9 (7.7)     | 52.2 (11.2)    | 56.5 (13.6)    | 55.0 (12.8)    | 50.0 (10.0)    | 41.4 (5.2)     | 32.9 (0.5)     | 40.8 (4.9)     |
| 来源：            |                |                |                |                |                |                |                |                |                |                |                |                |                |

島上各类資源豐富。渔业盛產鮭魚、鱈魚等，同時也是捕鯨基地。1994年，科學家在庫德里亞維火山上首次發現錸礦物。這種礦物在火山噴氣孔凝聚形成，成份主要為二硫化錸。庫德里亞維山每年主要以二硫化錸的形式噴出20至60公斤錸。錸礦十分罕有，收藏價格很高。
原住民阿伊努人有些已被同化，有些随战后人口强制迁徙被迁往日本。现人口是在战后由苏联大陆移入的。2006年時人口6,739人，2018年人口為6,409人。中心城市是庫里爾斯克（纱那村），2006年人口2,005人。

## 生物

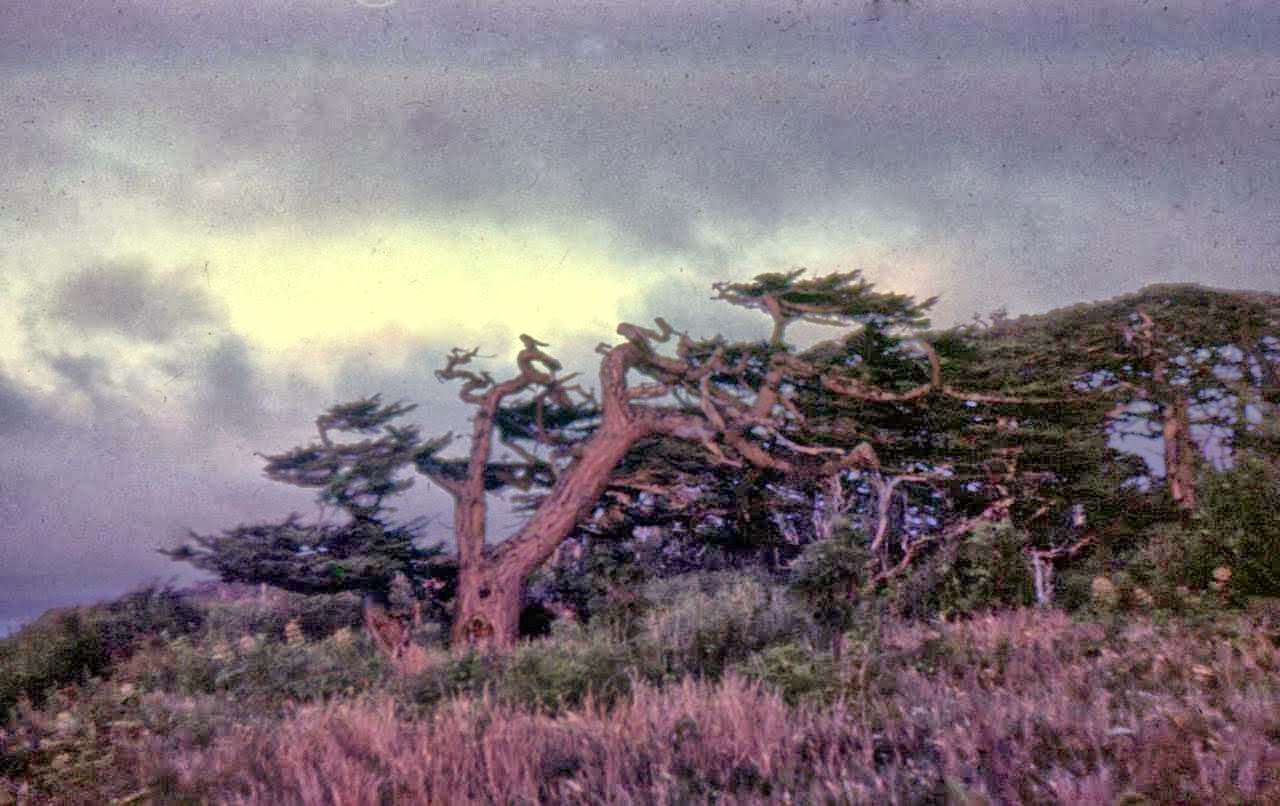
風下的樹 1981年

全岛被以蝦夷松和库页冷杉为代表的针叶林所覆盖，共有872种维管束植物。卡尚德落叶松生长在中部，南部为橡树、枫树、刺楸、日本稠李、樱花、紫葛、南蛇藤属、蔦漆、五味子、狗枣猕猴桃、竹、千島笹等植物覆盖，北部则常见偃松、桤灌木、柳树和桦树。
动物群的特点是掠食性哺乳动物明显占主导地位。狐狸、水貂、紫貂、熊等捕食者与大鼠、棕背䶄、家鼠、白兔等被捕食者的比例在这里达到1：1。捕食者被迫用海鲜和海鸟来多样化饮食。沿海有鳍足类动物的栖息地。岛上有许多小岩石、小海湾、石头和礁石毗邻岛屿，其中大部分是海豹集中和出现的地方。海豹数量上占优势的栖息地位于太平洋和鄂霍次克海一侧，集中在这个南北两端附近。数量上以拉尔加为主的栖息地很少，主要位于岛的中部，鄂霍次克海和太平洋两侧。一小群海狮居住在该岛的最南端。